# Gorzyno
Gorzyno (kaszb. Gòrzëno lub też Górzno, niem. Gohren) – wieś w Polsce położona w województwie pomorskim, w powiecie słupskim, w gminie Główczyce.
W latach 1975–1998 miejscowość administracyjnie należała do województwa słupskiego.

## Nazwa
Nazwa miejscowości ma pochodzenie słowiańskie i charakter topograficzny. Powstała przez dodanie do nazwy pospolitej góra formantu -no. Friedrich Lorentz odnotował formę nazwy w lokalnych gwarach słowińskich: Gʉ̀ɵřänɵ wraz z nazwami mieszkańców, zarówno z pominiętym formantem -än-: Gʉ̀ɵřȯu̯n, Gʉ̀ɵřȯu̯nkă „gorzynianin, gorzynianka”, jak i w postaci pełnej: Gʉ̀ɵřäńȯu̯n, Gʉ̀ɵřäńȯu̯nkă „ts.”. Niemiecka nazwa Gohren jest adaptacją fonetyczną pierwotnej nazwy słowiańskiej. Polska nazwa Gorzyno w miejsce spodziewanych *Górzno, *Górzyno jest wynikiem błędnej resubstytucji nazwy niemieckiej.
Rada Języka Kaszubskiego proponuje kaszubską formę nazwy Gòrzëno.

## Historia
Od XV wieku wieś jest wymieniana w dokumentach, jako lenno Stojentinów. W 1590 zamieszkiwało ją 26 chłopów
W 1753 we wsi osiadł Georg Heinrich von Wobeser, który wybudował pałac i folwark. Od 1839 wieś jest w majątku rodziny von Below.
W 1871 wieś liczyła 77 gospodarstw, zamieszkiwana była przez 515 mieszkańców.

## Zabytki
- Eklektyczny pałac w formie zameczku z pierwszej połowy XIX w. z okrągłą wieżą, dawniej własność rodziny von Below[9]. Dwuskrzydłowy, przesłonięty ścianą parku. Kryty łamanymi dachami, w części południowej dwukondygnacyjny, a w zachodniej trzykondygnacyjny. Posiada faliste szczyty i cylindryczną wieżę nakrytą hełmem dzwonowym, a także frontowy ryzalit z podcieniem[10].

- Górzyno